# Гейер, Виктор Георгиевич
Ви́ктор Гео́ргиевич Ге́йер (1903 — 1990) — советский горный инженер, создатель научной школы в области автоматизации шахтных вентиляторных и водоотливных установок, гидравлической добычи угля, теории и методов расчёта эрлифтных установок.

## Биография
Родился 29 октября (11 ноября) 1903 года в Виннице (ныне Украина).
В 1921 году, по окончании школы, работал слесарем и токарем механических мастерских, одновременно обучался на вечерних рабочих курсах.
В 1925 году переехал в Донбасс и поступил на работу токарем механических мастерских шахты «Красная Звезда» Чистяковского рудоуправления в Чистяково (ныне — Торез, Донецкая область, Украина).
В 1926 году по путёвке шахтного профсоюзного комитета поступил в Донецкий горный техникум, затем — в Донецкий горный институт.
В 1930—1933 годах проходил обучение в аспирантуре Донецкого горного института. По её окончании был назначен на должность ассистента того же института.
Кандидат технических наук (1935). В том же году Учёный совет Донецкого горного института присвоил ему учёное звание доцента.
С началом Великой Отечественной войны был мобилизован. В 1941—1942 годах служил в составе 8-й сапёрной армии, участвовал в строительстве рубежей обороны по рекам Днепр, Северский Донец и в районе города Ростов-на-Дону, в работе по эвакуации промышленных предприятий и важных государственных учреждений Донбасса.
В 1943 году был привлечён к работам по восстановлению разрушенных шахт Донбасса, находившихся в прифронтовой полосе и в освобождаемой Ворошиловградской области.
После освобождения Донецкого бассейна включён в состав Центральной комиссии по восстановлению Донбасса, возглавляемой академиком А. П. Терпигоревым. В то же время являлся научным руководителем центральной лаборатории Наркомата угля СССР при Донецком индустриальном институте по проблемам осушения затопленных шахт. Одновременно с проводимыми восстановительными работами на шахтах Донбасса, выполнил большой объём научных исследований по определению оптимальных параметров насосов, гидроэлеваторов и эрлифтов.
Доктор технических наук (1952). Профессор (1953).
В 1955—1971 годах — проректор по научной работе ДПИ.
С 1964 года — руководил кафедрой горной механики того же института в должности заведующего.
Умер 31 января 1990 года. Похоронен в Донецке.

## Семья
Жена — доктор технических наук Мира Григорьевна Ельяшевич; сын Валерий.

## Научный вклад
Основал научную школу в области автоматизации шахтных вентиляторных и водоотливных установок, гидравлической добычи угля, теории и методов расчета эрлифтных установок.
Разработанные В. Г. Гейером схемы автоматизации водоотлива в шахтах (1950) стали основой для разработки и серийного выпуска аппаратуры автоматизации рудничных водоотливных установок.
Автор и руководитель работ по созданию и внедрению первых в мировой горной науке и практике уникальных эрлифтных гидроподъёмов угля на шахте «Красноармейская» (ныне — шахта «Свято-Покровская») в Белозерске (Донецкая область) и шахте имени 60-летия СССР (ныне — шахта «Должанская-Капитальная») в Свердловске (Луганская область).
Внёс значительный вклад в становления и развитие учебных дисциплин горных ВУЗов по вопросам стационарного рудничного оборудования и машин угольных шахт. Автор ряда фундаментальных учебников и учебных пособий, в том числе:
- «Рудничные вентиляторы и водоотливные установки» (1950 и 1955; соавтор В. С. Пак);
- «Гидравлика и гидропривод» (1970, 1981 и 1992; соавторы В. С. Дулин, А. Г. Боруменский, А. Н. Заря)[2];
- «Шахтные вентиляторные и водоотливные установки» (1987, соавтор Г. Г. Тимошенко).

Являлся членом редакционной коллегии журнала «Уголь Украины», заместителем главного редактора межведомственного республиканского научно-технического сборника «Разработка месторождений полезных ископаемых».
Автор более 300 научных работ, а также более 100 авторских свидетельств на изобретения.
Подготовил 6 докторов и 60 кандидатов технических наук.

## Награды
- орден Отечественной войны 2-й степени (6.4.1985);
- орден Трудового Красного Знамени;
- одиннадцать медалей;
- Сталинская премия первой степени (1948) — за разработку и внедрение передовых методов откачки затопленных шахт Донбасса и восстановление горного оборудования, значительно ускоривших темпы восстановления Донбасса[3];
- заслуженный деятель науки УССР (1963);
- знак «Шахтёрская слава» трёх степеней.

## Память
В память о В. Г. Гейере на 1-м учебном корпусе ДонНТУ (Донецк, ул. Артёма, 58) установлена мемориальная доска.